# Prionota praecox
Prionota praecox är en tvåvingeart som först beskrevs av Jean-Jacques Kieffer 1894.  Prionota praecox ingår i släktet Prionota och familjen gallmyggor.
Artens utbredningsområde är Frankrike. Inga underarter finns listade i Catalogue of Life.